# Château de la Chaume
Le château de la Chaume est un château situé sur la commune de Lantan, dans le département du Cher, en France.